# 天中万寿塔
25°15′14″N 118°51′50″E / 25.25389°N 118.86389°E
天中万寿塔位于中国福建省仙游县枫亭镇塔斗山，又称青螺塔，属于宝箧印式塔，建于北宋嘉祐四年（1059年），2001年被列为第五批全国重点文物保护单位。
天中万寿塔以花岗岩条石砌成，实心，底座正方形，边长7.8米。底座上为三层须弥座，第一层雕有龙，第二层雕有梅兰竹菊，第三层雕有佛像和力士像。塔顶四角为蕉叶形插角，塔刹为五重相轮。